# The Quitter (film 1916 Horan)
The Quitter è un film muto del 1916 diretto da Charles Horan che si basa su un soggetto firmato da Izola Forrester. Il film, prodotto dalla Rolfe Photoplays e distribuito dalla Metro Pictures Corporation, uscì nelle sale il 10 luglio 1916. Ambientato nel West, aveva come interprete principale Lionel Barrymore.

## Trama

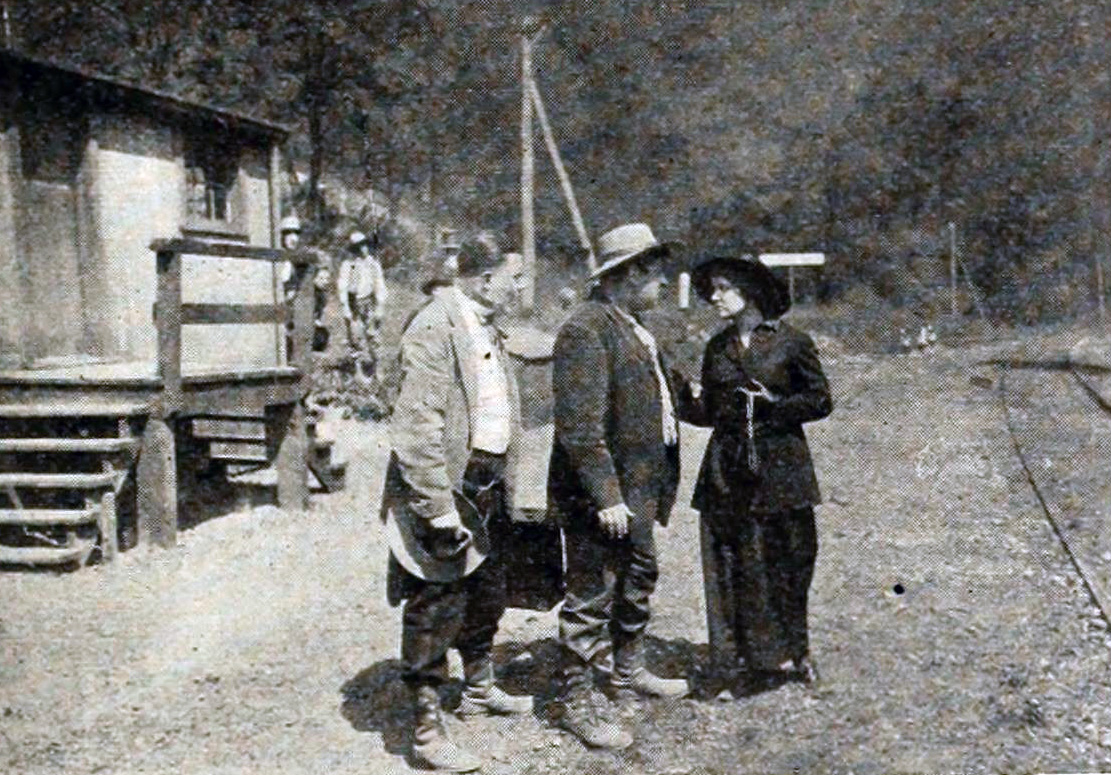

Happy Jack, un minatore scapolo, ha un rapporto epistolare con Glad Mason. I due dovrebbero sposarsi ma lui, convinto che la sua futura moglie deve essere una donna terribilmente brutta, prima che Glad arrivi in paese, se ne va via lasciandole, come offerta di pace, la proprietà della sua miniera. In seguito, non ricordando di averla ceduta, vende la miniera a W. E. Willet, un tipo senza scrupoli che è a conoscenza che la miniera, in realtà, vale una fortuna. Tornato in città, Happy Jack conosce finalmente Glad che, al contrario di quello che aveva pensato, è una bella donna di cui lui si innamora immediatamente. Prima delle nozze, però, Jack viene arrestato perché ha venduto una miniera che non era più sua. Glad allora cede a Willet la miniera se lui ritirerà la sua accusa contro Happy Jack. L'accordo è raggiunto ma si scopre che la miniera con la vena d'oro non è quella contesa di Jack ma, in realtà, quella che apparteneva al padre di Glad che l'ha lasciata alla figlia: così, anche se perde la sua miniera, Happy Jack conquista una moglie milionaria.

## Produzione
Prodotto dalla Rolfe Photoplay Incorporated.

## Distribuzione
Negli Stati Uniti, il film fu distribuito dalla Metro Pictures Corporation e uscì nelle sale il 10 luglio 1916. Il copyright, richiesto dalla Rolfe Photoplays, Inc., fu registrato il 15 luglio 1916 con il numero LP8715.
Copia completa della pellicola si trova conservata negli archivi Filmmuseum di Amsterdam.